# Iron Man: Rise of Technovore
Iron Man: Rise of Technovore (アイアンマン：ライズ・オブ・テクノヴォア?, Aian Man: Raizu Obu Tekunovoa), è un film anime direct-to-video giapponese di supereroi del 2013, facente parte della serie Marvel Anime, diretto da Hiroshi Hamasaki, da un soggetto originale di Brandon Auman. Basato sull'omonimo personaggio dei fumetti Marvel Comics, l'OAV è stato prodotto dalla Madhouse (stesso studio d'animazione che ha realizzato Death Note e Claymore) ed è uscito in direct-to-video distribuito da Sony Pictures Home Entertainment  il 24 aprile 2013, stesso giorno dell'uscita cinematografica italiana del film Iron Man 3 e il 16 aprile 2013 in America del Nord.

## Produzione
Il film è prodotto da SH DTV Partners, una partnership tra Marvel Entertainment, Sony Pictures Entertainment Japan e Madhouse.
Lo sceneggiatore Brandon Auman ha dichiarato in un'intervista con MTV Geek che era in Giappone quando ha ricevuto la chiamata dalla Marvel per partecipare al progetto e che è stato contento di lavorare con Madhouse. Ha detto che il motivo per cui ha scelto Ezekiel Stane come il cattivo principale del film è stato il "nuovo Tony Stark". 

## Trama
Il grande miliardario Tony Stark si trova nello Utah per presentare il lancio del suo nuovo satellite di sicurezza mondiale in grado di prevenire minacce ancor prima che avvengano: "Howard", chiamato così in onore di suo padre. Mentre gareggia nel deserto con War Machine, raggiungendo così il luogo della dimostrazione, Iron Man e il suo amico cadono in un'imboscata tesa da un esercito di Raider comandati da un nuovo misterioso nemico, che nel frattempo attacca la torre di controllo e cerca di distruggere il nuovo veicolo spaziale progettato da Tony. Durante lo scontro, Stark affronta il criminale che indossa una strana armatura tecno-biogarganica. Successivamente il supercattivo fa esplodere la struttura uccidendo così Rhodey che era venuto a cercare l'amico. Nel tentativo di trovare Rhodes sotto le macerie, Iron Man viene recuperato da Natasha Romanoff che lo porta sull'elivelivolo dello S.H.I.E.L.D. al cospetto di Nick Fury. Stark racconta quanto è accaduto a Fury e quest'ultimo decide di trattenerlo per capire bene la situazione, ma l'uomo di latta, desideroso di vendicare l'amico, fugge dall'elivelivolo e passa dalla sua villa, da Pepper Potts (che è in vacanza) nella speranza di scoprire più notizie sulla tecnologia usata dal villain durante la lotta.
Tony e Pepper scoprono che l'A.I.M. (Advanced Idea Mechanics) sta conducendo da qualche tempo un traffico di armi tecnorganiche e individuano alcuni magazzini a Karachi in Pakistan. Individuato dallo S.H.I.E.L.D., Tony esce dalla villa trovandosi poi circondato dai Mandroidi inviati da Fury. Attivando la sua valigia, che si trasforma nell'armatura di Iron Man, il miliardario distrugge tutti i Mandroidi e si dirige verso Karachi. La scena poi si sposta in una struttura abbandonata dove un membro dell' A.I.M. sta cercando di vendere delle armi ad un acquirente. Il Punisher, che lo ha pedinato, lo cattura. Ma proprio quando l'antieroe sta per uccidere il membro dell'A.I.M., Iron Man lo salva per ottenere alcune risposte. Fatto questo, il supereroe si unisce a Castle ed insieme scoprono l'identità del nuovo, spietato nemico che risiede a Shangai: Ezekiel Stane, figlio dell'ex socio dei Stark, Obadiah Stane, morto nel tentativo di uccidere Iron Man in battaglia. Giunti a Karachi anche Occhio di Falco e Vedova Nera con l'ordine di recuperare Iron Man, quest'ultimo sfugge ai due agenti e li affronta con l'aiuto del Punitore. Fatto questo, Tony e Frank si separano.
Nuovamente solo, Iron Man continua la sua missione a Shanghai dove incontra Ezekiel Stane. Il giovane paralizza Iron Man con i pericolosi Technovore e gli rivela il suo piano per sostituire l'umanità con la sua nuova tecnologia utilizzando "Howard" per attaccare tutti i computer e i satelliti militari del mondo. Liberatosi dai Technovore dopo un breve scontro con il giovane criminale, Iron Man viene finalmente arrestato da Occhio di Falco e Vedova Nera assieme a Ezekiel. Più tardi sul Helicarrier, Tony e Pepper scoprono che Rhodey è a malapena vivo. Sempre sull'elivelivolo i Technovore di Ezekiel hackerano i sistemi informatici della nave attaccando anche l' "Howard". A questo punto Stark decide di usare il suo reattore ad arco per liberare il computer dell'elivelivolo e usare la sua energia per annientare i Technovore di Stane e riavviare l' "Howard". Quando Ezekiel giunge proprio nella sala comandi, Tony ordina a Maria Hill di connettere il reattore al computer che riavvia il satellite di Stark.
Ezekiel, ora tradito dalla Technovore e preso da esso, si trasforma in un'enorme creatura, fa precipitare la nave a Shanghai e lotta con Iron Man. Quando ogni speranza sembra persa, War Machine miracolosamente si sveglia e aiuta Iron Man a combattere il Technovore. Durante la battaglia, il mostro riprende il controllo del satellite. In un ultimo sforzo, Iron Man impedisce ancora una volta a Hezekiel di controllare il satellite utilizzando un backdoor che ha impostato nel sistema di "Howard" in modo da farsi catturare appositamente dal Technovore e permettere a War Machine di sparare il laser di difesa del satellite collegato al reattore di arco di Tony prima che il Technovore possa riconnettersi con il satellite e distruggere il mondo. Rhodey spara, e il Technovore viene sconfitto con Iron Man che sembra sacrificarsi. Miracolosamente, Stark viene salvato da War Machine. Ora che il pianeta è salvo, Tony e Rhodey consegnano Ezekiel Stane allo S.H.I.E.L.D., assistito dalla sua assistente Sasha Hammer.

## Doppiaggio
| Personaggio                  | Doppiatore giapponese | Doppiatore italiano  |
| ---------------------------- | --------------------- | -------------------- |
| Tony Stark/Iron Man          | Keiji Fujiwara        | Angelo Maggi         |
| Pepper Potts                 | Hiroe Oka             | Francesca Fiorentini |
| James Rhodes/War Machine     | Hiroki Yasumoto       | Fabrizio Vidale      |
| Natasha Romanoff/Vedova Nera | Miyuki Sawashiro      | Domitilla D'Amico    |
| Clint Barton/Occhio di Falco | Shūhei Sakaguchi      |                      |
| Frank Castle/Punisher        | Tesshō Genda          | Stefano Mondini      |
| Ezekiel Stane/Technovore     | Miyu Irino            | Daniele Giuliani     |
| Sasha Hammer                 | Hōko Kuwashima        | Valentina Favazza    |
| Maria Hill                   | Junko Minagawa        |                      |
| Nick Fury                    | Hideaki Tezuka        | Paolo Buglioni       |
| Jarvis                       | Yasuyuki Kase         | Massimo Bitossi      |
| Obadiah Stane                | Takaya Hashi          |                      |

Nel doppiaggio italiano del film i personaggi di Iron Man, Pepper Potts, War Machine, Vedova Nera e Nick Fury sono stati doppiati respettivamente da Angelo Maggi, Francesca Fiorentini, Fabrizio Vidale, Domitilla D'Amico e Paolo Buglioni, le stesse voci italiane di Robert Downey Jr, Gwyneth Paltrow, Don Cheadle, Scarlett Johansson e Samuel L. Jackson, rispettivi interpreti dei personaggi, nei film del franchise cinematografico Marvel Cinematic Universe.